# اشگها و خنده‌ها
اشک‌ها و خنده‌ها فیلمی به کارگردانی اسماعیل کوشان و نویسندگی احمد نجیب زاده ساختهٔ سال ۱۳۴۲ است.

## بازیگران
- پوران
- محمدعلی جعفری
- حمیده خیرآبادی
- جواد تقدسی
- جمشید مهرداد
- حسین امیرفضلی
- عباس منتجم شیرازی
- غلامرضا سرکوب
- غلامحسین بهمنیار
- سیمین
- رضا عارفان